# Václav Černý (lední hokejista)
Václav Černý (* 1946) je bývalý český hokejový útočník.

## Hokejová kariéra
V československé lize hrál za Spartu Praha. Odehrál 7 ligových sezón, nastoupil ve 237 ligových utkáních, dal 65 gólů, měl 52 asistencí a 64 trestných minut. V nižší soutěži hrál za Stadion Liberec.

## Klubové statistiky
| 1967/1968 | Sparta Praha    | 1. liga | 25 | 3  | 4  | 7  | 12 |
| 1968/1969 | Sparta Praha    | 1. liga | 36 | 10 | 7  | 17 | 10 |
| 1969/1970 | Sparta Praha    | 1. liga | 35 | 12 | 11 | 23 | 6  |
| 1970/1971 | Sparta Praha    | 1. liga | 34 | 13 | 2  | 13 | 14 |
| 1971/1972 | Sparta Praha    | 1. liga | 33 | 2  | 5  | 7  | 7  |
| 1972/1973 | Sparta Praha    | 1. liga | 32 | 11 | 14 | 25 | 8  |
| 1973/1974 | Sparta Praha    | 1. liga | 42 | 14 | 9  | 23 | 6  |
| 1974/1975 | Stadion Liberec | 2. liga | -  | -  | -  | -  | -  |